# ファン・ルネ・セラーノ
ファン・ルネ・セラーノ・グティエレス（Juan René Serrano Gutiérrez 1984年2月23日 - ）は、メキシコ、ハリスコ州グアダラハラ出身のアーチェリー選手。

## 経歴
2004年のアテネオリンピックでは個人で20位、団体で12位となった。
2007年にトルコのアンタルヤで開かれたアーチェリー・ワールドカップでは3位に入った。同年アラブ首長国連邦のドバイで開かれたアーチェリーワールドカップファイナルでは準決勝でアラン・ウィルズを破り、決勝でバルジニーマ・ツィレンピロフに敗れて2位となった。
2008年の北京オリンピックでは予選でトップの679点をあげ、1回戦、2回戦、3回戦、準々決勝と勝利、準決勝で韓国の朴敬模に敗れ、ロシアのバイル・バデノフに敗れて銅メダル獲得はならなかった。
2011年パンアメリカン競技大会では旗手を務めた。